# 大城かえで
大城 かえで（おおしろ かえで）は、日本の元AV女優。身長:160cm。スリーサイズ:B83(D)・W58・H88cm。

## 略歴・人物
2010年にAVデビュー。ショートカットのお姉さん系AV女優として活躍してきたが、2012年の夏頃からエクステンションを付けてロングヘアーとなった。
趣味はイラストを描くことで、漫画家を目差していたこともあり、プロ級の腕を持つほど絵が上手い。
コスプレ好きで、コスROMのモデルとしても活動している。ブログにもコスプレの写真が多い。
2013年10月7日、自身のブログにて2013年中をもってAV活動を引退することを発表。

## 出演作品

### アダルトビデオ
2010年
- オイルSEXレスリング VOL.5 （8月6日、アキバコム製作部）
- ナースコール 第12病棟 （8月24日、ZeTToN）
- オイルマッサージを受けに来た女達を、罠にハメてヤリタイ放題。 悪徳整体師の隠し撮り記録 （9月8日、マッド）
- 尻がすき。 （9月17日、セックスエージェント）
- ぶっかけ面汚し （10月20日、プールクラブ・エンタテインメント）
- サラリーマンの秘密基地 素人敏感OL生中出し 023 （10月31日、プラム） ※「玲子」名義
- 素人妻の肉交尾 （11月2日、KIプランニング） ※「柏木里佳子」名義
- 働く女の膣内事情 女教師編 （11月13日、KIプランニング） ※「手島菜々子」名義
- 足フェチレズビアン Vol.07 （11月19日、SUPER SONIC SATELLITES）
- ガン見フェラ 2 （11月19日、セックスエージェント）
- 逆レイプ! 女首絞め師 7 （11月26日、SUPER SONIC SATELLITES）
- いやらしい家庭教師 はじめてのアナル体験 （12月7日、BeFree）
- べろちゅー寸止め手コキ「願います。」 （12月17日、セックスエージェント）
- ハイレグ立ち電マ 3　立ったままイカされる女たち （12月27日、趣向倶楽部）
- 下着メーカー商品開発部更衣室盗撮 5 （12月27日、P・HOLE）オムニバス作品

2011年
- 結婚相談所に来た婚活女に、「こうすれば男心を掴める!!!」と教えるフリをして○○してみたら… （1月1日、DOC）
- 令嬢の秘め事 （1月1日、隷嬢寫眞館）
- 目の前で生チ●ぽセンズリをするM男クンをガン見して相互オナニーする小悪魔S美少女 （1月5日、未来・フューチャー）
- 汚された美嫁アナル （1月7日、マドンナ）
- 女子に人気の秘湯を丸ごと貸し切って、何も知らずに勃起チ○ポだらけの湯槽に入ってきた素人女を閉じ込めたら、女はあきらめてヤリ放題 （1月8日、ヒビノ）
- 羞恥! 彼氏連れ素人娘をマシンバイブでこっそり攻めまくれ! 激安居酒屋にマジックミラー特設スタジオを設置編 （1月8日、サディスティックヴィレッジ）オムニバス作品
- 宅配レンタル 2 評判の売れっ子女優、好きにしていいのよ （1月15日（レンタル） / 2月11日（セル）、クリスタル映像）
- 恥ずかしがる汗の匂いを嗅ぎまくり射精せよ （1月19日、Fetish Box）
- 携帯チェック! 聞き出した浮気をネタに素人娘にいたずら! （1月25日、プレステージ）
- 湯けむりに抱かれて 〜人妻旅情交尾〜 （2月25日、EROTICA）
- 「私、借金をアナルで完済いたします」（3月3日、GLORY QUEST）
- ヌル撮セクハラオイルマッサージ（3月3日、GLORY QUEST）
- 華麗なるテクニックの尿道亀頭責めで男の潮吹き スプラッシュ!（3月5日、JNS）
- 乳と尻 揉みまくり 2（3月31日、趣向）
- 乱攻 Cat Fight! 01（4月1日、F）
- ザ・筆おろし 55（4月8日、クリスタル映像）
- 廃少女録 この女バカヤロー OL（4月13日、MONK）
- CANDY（5月1日、CANDY）
- 大容量ローションぶっかけ美少女ロ○ータ二穴同時ファック!!（6月1日、幼誘監本舗）
- 超キュートなKISS魔の濃厚接吻手コキ（6月5日、JNS）
- 即尺精飲お掃除フェラ 臭いチ●ポにむしゃぶりつく淫乱美人妻たち（7月5日、JNS）
- 壱技×ドミネーション! 01（7月15日、F）
- ワレメ風呂 〜血縁●●禁断育成の記録〜（7月19日、極ロリCLUB）
- 巨大ディルドの虜SP 性器拡張された5人の女（7月20日、PASSION）
- 下品なおならオナニー5 6人が織り成す妖艶な屁コキ（7月20日、BBS）
- 嬲棄山 捕われた女教師 10（7月21日、MAD）
- 橋田貴光のAV女優ガチ撮り 8 狂淫ベロ舐め野外露出つば汁漬けマゾ牝（7月25日、RYMANS）
- ドMサラリーマンの弄られ日記 4 スベスベ手袋&ぴたぴたレオタードで全身スリスリして下さいお願いします（8月15日、RYMANS）[3]
- 見つめられながらのささやき淫語とスローハンド手コキ 2（8月19日、FETISH BOX）
- それでも一生懸命生きてます 「肉体」を「売」る「女」（8月25日、SIDE-B）
- 汗まみれの美人妻 びしょ濡れになりながらの激しいエロス（9月5日、JNS）
- お姉ちゃんが沢山いる羨ましい友達の家に遊びに行ったら、友達にバレないように僕のチ○ポに群がった（9月8日、SWITCH）
- 超大淫乱 スーパーイグイグ大乱交（9月19日、乱丸）
- Theオナヘルパー ずーっと自分でセンズリしてますんで、そんな僕に◯◯して発射サポートして下さい!（9月19日、FETISH BOX）
- 本当にあった性犯罪裏ネタ映像 事件にならなかったレイプ『女は気づかずにまわされた』（9月25日、SIDE-B）
- 耳元で囁かれる淫語と丁寧な手コキで2発イっちゃったボク（10月5日、JNS）
- 若いそり立つチ●ポを我慢できない美熟女たち 3（10月5日、JNS）
- 発射しても止まらない 悪戯な亀頭連続責め（10月7日、ヤブサメ）共
- 顔面崩壊発射 15人の美顔汚し（10月20日、PASSION）

2012年
- NR 2（1月13日、LEO）共演:愛菜
- 電マ×くすぐり×ポルチォ処刑 SUPER REMIX ECSTASY 爆沈!逝きごろし 第5弾（2月25日、Baby Entertainment）
- 素人らぶらぶレズカップル（2月28日、LESBIAN TOKYO）
- 働くオンナ獲り 【タイトスーツの美尻OLをハメ廻せ!!】 vol.14（3月1日、PRESTIGE）
- 新人看護師をカーテン越しに痴漢してみました、隣のベッドではチ○ポだけ元気な患者が寝ています、発情した彼女は上に乗っかってお漏らししちゃいました。（3月8日、SWITCH）
- OLの性生活はM男いじめでアナル責め。 File.004（4月25日、MO Paradise）
- 女王様バイブル 8 M奴隷アナル拡張計画（4月25日、BS）
- 黒パンスト×タイトスカート エロチシズムII（4月25日、AROMA PLANNING）
- 誘惑のお姉さま（4月30日、youthful video）
- 触手アクメ 11（5月10日、SOFT ON DEMAND）
- 激ピストン!ズッポリ!ディルドオナニー（5月15日、JNS）
- 最高の勃起を持続させる 凄指技の睾丸回春エステシャン その4（6月13日、AROMA PLANNING）
- メチャかわ娘限定! たっぷり射精できる貴方だけを見つめて淫語ローション責めを繰り返す濃厚フェラチオ!!絶対一緒に発射して下さい。（6月19日、エンペラー）
- 指一本触れずに僕を発射へ追い込むお姉さんのエロい囁きとチラリズム（6月25日、AROMA PLANNING）
- 痴女エステシャンに前立腺、アナル責めされながら手コキされ思わず発射して潮まで吹いた客 2（8月5日、Madoromi）
- 超ハイレグ 食い込み メコスジ ギリまん R-QUEEN（8月15日、究極）
- 性感マッサージ美人妻専門店 痴女エステシャンによる究極のチ○コいじり（8月15日、JNS）
- 究極!アナル丸見え ダンスストリップ!!（シングルバージョン）（8月25日、究極）
- クラスメイトぶっかけ 女子30人に大量顔射! 愛しのセーラー服姿、キミのその顔にボクの精子をたっぷりかけてあげる!（8月25日、neo）
- 有名ロリ痴女優が嫌がるニューハーフをガチでハメる!ハメ倒す!!2（9月19日、極ロリCLUB）
- おはズボッ!入れたなら、もっと突いてー 奥に〜!!絶叫! 素人娘はすご淫ですスペシャル（9月28日、ATHENA）
- 生足だけで責められたい（10月1日、PLANET+）
- アナル輪姦 2 2穴FUCKで開いたアナルも淫乱マ○コも同時にガン突きされる女たち（11月15日、GLORY QUEST）
- 手こき発射SP マッサージ＆ディープキッスたっぷり20人×20発（11月25日、center）

### イメージビデオ
- 妻美喰い（2011年10月28日、オルスタックピクチャーズ）

## 映画
- 人妻の恥臭　ぬめる股ぐら（山崎邦紀監督、2012年）
- SEXファイル　むさぼり肉体潜入（浜野佐知監督、2012年)
- 異常飼育　ワイセツ性交（山崎邦紀監督、2012年）
- 星の長い一日（2013年、いまおかしんじ監督）
- 淫行フェチ　変態うねり尻（2013年3月15日公開、山﨑邦紀監督）